# Nirei Fukuzumi
Nirei Fukuzumi (福住仁嶺 Fukuzumi Nirei, Tokushima; 24 de enero de 1997) es un piloto japonés de automovilismo. Corre en Super Fórmula con Dandelion Racing.

## Carrera

### Inicios
Fukuzumi comenzó su trayectoria deportiva en el karting, donde corrió de 2010 a 2013. Entre sus mejores resultados se encuentra una segunda posición en la Copa ROK Internacional de 2012.
En 2014 pasó a los monoplazas, concretamente a Fórmula 4 JAF, categoría de la que se proclamó campeón tras lograr cuatro victorias durante la temporada. En 2015 compitió en Fórmula 3 Japonesa con el equipo HFDP Racing; su temporada se cerró con dos victorias y el cuarto puesto en la clasificación general.

### GP3 Series
En 2016, Fukuzumi fichó por el equipo ART Grand Prix para participar en GP3 Series. En su primer año conquistó tres podios y 91 puntos, que le valieron el séptimo puesto en el campeonato y la conservación del puesto para la temporada 2017. Fue en esa temporada cuando consiguió su primera victoria, en la carrera inaugural en Montmeló, y con un total de dos victorias y seis podios acabó en el tercer puesto de la clasificación general.

### Fórmula 2
En la temporada 2018 ascendió de categoría al participar en Fórmula 2 con el equipo Arden International. Su mejor resultado de la temporada fue un sexto puesto y cerró el año en la decimoséptima posición con 17 puntos.

### Vuelta a Japón
También en 2018, Fukuzumi participó en varias carreras del Campeonato de Super Fórmula Japonesa con Mugen, sin sumar puntos. Corre toda la temporada 2019 de este torneo, con el equipo Dandelion. Fue quinto en las carreras 2, 3 y 5, y tercero el la carrera de cierre de temporada. Finalizó el campeonato en la séptima posición.
Debutó como piloto titular en la temporada 2019 de Super GT Japonés (GT300) con un Honda del Autobacs Racing Team Aguri. Compartiendo automóvil con Kenta Yamashita, ganó dos carreras en Chang y Fuji y subió a otros dos podios. Con 85 puntos fueron campeones de esa división, sobre los 83 de Hirakawa-Cassidy. En 2020 ascendió a la categoría principal, la GT500.

## Resumen de carrera
| Temporada | Categoría                            | Equipo                       | Carreras     | Victorias    | Poles        | VR           | Podios       | Puntos       | Pos.         |
| --------- | ------------------------------------ | ---------------------------- | ------------ | ------------ | ------------ | ------------ | ------------ | ------------ | ------------ |
| 2014      | Fórmula 4 JAF                        | HFDP Racing                  | 11           | 4            | 0            | 0            | 9            | 172          | 1.º          |
| 2015      | Campeonato de Fórmula 3 Japonesa     | HFDP Racing                  | 17           | 2            | 3            | 3            | 6            | 72           | 4.º          |
| 2015      | Super GT Japonés - GT300             | Autobacs Racing Team Aguri   | 1            | 0            | 0            | 0            | 0            | 0            | N.C.         |
| 2016      | GP3 Series                           | ART Grand Prix               | 18           | 0            | 0            | 0            | 3            | 91           | 7.º          |
| 2017      | GP3 Series                           | ART Grand Prix               | 14           | 2            | 2            | 0            | 6            | 134          | 3.º          |
| 2018      | Campeonato de Fórmula 2 de la FIA    | Arden International          | 24           | 0            | 0            | 0            | 0            | 17           | 17.º         |
| 2018      | Campeonato de Super Fórmula Japonesa | Mugen Motorsports            | 4            | 0            | 0            | 1            | 0            | 0            | 20.º         |
| 2019      | Super GT Japonés - GT300             | Autobacs Racing Team Aguri   | 8            | 1            | 1            | 0            | 3            | 69.5         | 1.º          |
| 2019      | Campeonato de Super Fórmula Japonesa | DoCoMo Team Dandelion Racing | 7            | 0            | 0            | 0            | 1            | 18           | 7.º          |
| 2020      | Super GT Japonés - GT500             | Autobacs Racing Team Aguri   | 8            | 1            | 3            | 1            | 3            | 54           | 5.º          |
| 2020      | Campeonato de Super Fórmula Japonesa | DoCoMo Team Dandelion Racing | 7            | 0            | 0            | 2            | 1            | 29           | 8.º          |
| 2021      | Super GT Japonés - GT500             | Autobacs Racing Team Aguri   | 8            | 2            | 1            | 0            | 2            | 60           | 2.º          |
| 2021      | Campeonato de Super Fórmula Japonesa | Docomo Team Dandelion Racing | 7            | 2            | 1            | 0            | 3            | 55           | 2.º          |
| 2022      | Campeonato de Super Fórmula Japonesa | ThreeBond Drago Corse        | 10           | 0            | 0            | 0            | 0            | 3            | 19.º         |
| 2023      | Campeonato de Super Fórmula Japonesa | ThreeBond Racing             | 9            | 0            | 0            | 0            | 0            | 9            | 16.º         |
| 2024      | Campeonato de Super Fórmula Japonesa | Kids com Team KCMG           | 9            | 0            | 2            | 0            | 2            | 62           | 6.º          |
| 2025      | Campeonato de Super Fórmula Japonesa | Kids com Team KCMG           | Disputándose | Disputándose | Disputándose | Disputándose | Disputándose | Disputándose | Disputándose |
| Fuente:   |                                      |                              |              |              |              |              |              |              |              |

## Resultados

### GP3 Series
(Clave) (negrita indica pole position) (cursiva indica vuelta rápida puntuable)

| Año  | Escudería      | 1   | 1   | 2   | 2   | 3   | 3   | 4   | 4   | 5   | 5   | 6   | 6   | 7   | 7   | 8   | 8   | 9   | 9   | Pos. | Puntos | Ref.  |
| ---- | -------------- | --- | --- | --- | --- | --- | --- | --- | --- | --- | --- | --- | --- | --- | --- | --- | --- | --- | --- | ---- | ------ | ----- |
| 2016 | ART Grand Prix | BAR | BAR | SPI | SPI | SIL | SIL | BUD | BUD | HOC | HOC | SPA | SPA | MNZ | MNZ | KUA | KUA | YMC | YMC | 7.º  | 91     | [ 5 ] |
| 2016 | ART Grand Prix | 3   | 13  | 7   | Ret | 11  | 7   | 4   | 4   | Ret | 11  | Ret | 15  | 5   | Ret | 7   | 2   | 5   | 3   | 7.º  | 91     | [ 5 ] |
| 2017 | ART Grand Prix | BAR | BAR | SPI | SPI | SIL | SIL | BUD | BUD | SPA | SPA | MNZ | MNZ | JER | JER | YMC | YMC |     |     | 3.º  | 134    | [ 6 ] |
| 2017 | ART Grand Prix | 1   | 6   | 3   | 3   | Ret | 16  | 2   | Ret | 3   | 4   | DNS | C   | 1   | 5   | 15  | 14  |     |     | 3.º  | 134    | [ 6 ] |

### Campeonato de Fórmula 2 de la FIA
(Clave) (negrita indica pole position) (cursiva indica vuelta rápida puntuable)

| Año  | Escudería | 1   | 1   | 2   | 2   | 3   | 3   | 4   | 4   | 5   | 5   | 6   | 6   | 7   | 7   | 8   | 8   | 9   | 9   | 10  | 10  | 11  | 11  | 12  | 12  | Pos. | Puntos | Ref.  |
| ---- | --------- | --- | --- | --- | --- | --- | --- | --- | --- | --- | --- | --- | --- | --- | --- | --- | --- | --- | --- | --- | --- | --- | --- | --- | --- | ---- | ------ | ----- |
| 2018 | BWT Arden | SAK | SAK | BAK | BAK | BAR | BAR | MON | MON | LEC | LEC | SPI | SPI | SIL | SIL | BUD | BUD | SPA | SPA | MNZ | MNZ | SOC | SOC | YMC | YMC | 17.º | 17     | [ 7 ] |
| 2018 | BWT Arden | 18  | 8   | 13  | 12  | 11  | Ret | 10  | 11† | 9   | 12  | 9   | 9   | Ret | DNS | 10  | 6   | Ret | 17  | 14  | 13  | 8   | 7   | Ret | 13  | 17.º | 17     | [ 7 ] |

### Campeonato de Super Fórmula Japonesa
(Clave) (negrita indica pole position) (cursiva indica vuelta rápida)

| Año   | Escudería                    | 1    | 2    | 3    | 4    | 5    | 6    | 7    | 8    | 9    | 10   | 11   | 12   | Pos. | Puntos | Ref.   |
| ----- | ---------------------------- | ---- | ---- | ---- | ---- | ---- | ---- | ---- | ---- | ---- | ---- | ---- | ---- | ---- | ------ | ------ |
| 2018  | Team Mugen                   | SUZ  | AUT  | SUG  | FUJ  | MOT  | OKA  | SUZ  |      |      |      |      |      | 20.º | 0      | [ 8 ]  |
| 2018  | Team Mugen                   | Ret  |      |      |      | 17   | 18   | 12   |      |      |      |      |      | 20.º | 0      | [ 8 ]  |
| 2019  | DoCoMo Team Dandelion Racing | SUZ  | AUT  | SUG  | FUJ  | MOT  | OKA  | SUZ  |      |      |      |      |      | 7.º  | 18     | [ 3 ]  |
| 2019  | DoCoMo Team Dandelion Racing | 11   | 5    | 5    | 9    | 5    | Ret  | 3    |      |      |      |      |      | 7.º  | 18     | [ 3 ]  |
| 2020  | DoCoMo Team Dandelion Racing | MOT  | OKA  | SUG  | AUT  | SUZ1 | SUZ2 | FUJ  |      |      |      |      |      | 6.º  | 29     | [ 9 ]  |
| 2020  | DoCoMo Team Dandelion Racing | 5    | 8    | 10   | 9    | Ret  | 2    | 16   |      |      |      |      |      | 6.º  | 29     | [ 9 ]  |
| 2021  | DoCoMo Team Dandelion Racing | FUJ  | SUZ1 | AUT  | SUG  | MOT1 | MOT2 | SUZ2 |      |      |      |      |      | 2.º  | 55     | [ 10 ] |
| 2021  | DoCoMo Team Dandelion Racing | 3    | Ret  | 13   | 1    | Ret  | 12   | 1    |      |      |      |      |      | 2.º  | 55     | [ 10 ] |
| 2022  | ThreeBond Drago Corse        | FUJ1 | FUJ1 | SUZ1 | AUT  | SUG  | FUJ2 | MOT  | MOT  | SUZ2 | SUZ2 |      |      | 19.º | 3      | [ 11 ] |
| 2022  | ThreeBond Drago Corse        | Ret  | 16   | 17   | DSQ  | 8    | 11   | Ret  | Ret  | 15   | Ret  |      |      | 19.º | 3      | [ 11 ] |
| 2023  | ThreeBond Racing             | FUJ1 | FUJ1 | SUZ1 | AUT  | SUG  | FUJ2 | MOT  | SUZ2 | SUZ2 |      |      |      | 16.º | 9      | [ 12 ] |
| 2023  | ThreeBond Racing             | Ret  | 7    | 10   | 8    | 16   | 16   | 14   | 9    | Ret  |      |      |      | 16.º | 9      | [ 12 ] |
| 2024  | Kids com Team KCMG           | SUZ1 | AUT  | SUG  | FUJ1 | MOT  | FUJ2 | FUJ2 | SUZ2 | SUZ2 |      |      |      | 6.º  | 62     | [ 13 ] |
| 2024  | Kids com Team KCMG           | 6    | 8    | 13   | 4    | 9    | 5    | 2    | 6    | 3    |      |      |      | 6.º  | 62     | [ 13 ] |
| 2025* | Kids com Team KCMG           | SUZ1 | SUZ1 | MOT  | MOT  | AUT  | FUJ1 | FUJ1 | SUG  | FUJ2 | FUJ2 | SUZ2 | SUZ2 | 10.º | 28     | [ 14 ] |
| 2025* | Kids com Team KCMG           | Ret  | 14   | 5    | 16   | 9    | 4    | Ret  | 3    |      |      |      |      | 10.º | 28     | [ 14 ] |

- * Temporada en progreso.